# Josep Navarro Terol
Josep Navarro Terol (Novelda 6 de febrer de 1770 - Barcelona 3 de juny de 1809), conegut com a Sotstinent Navarro, fou un heroi de la guerra del Francès.
Fill de Josep Navarro López i Miquela Terol Miralles, formà part de l'exèrcit espanyol en el Regiment de Sòria durant la guerra del Francès. El 1808 aconseguí el grau de sergent en la batalla de Molins de Rei, on fou ferit. El 8 de gener de 1809, estant empresonat a Barcelona, fou ascendit a sotstinent.
Participà en l'anomenada Conspiració de l'Ascensió del 12 de maig de 1809, dia de l'Ascensió, contra el governants francesos de Barcelona, juntament amb ciutadans catalans i altres membres de l'exèrcit. Descoberts, foren jutjats i condemnats a mort Joaquim Pou, Joan Gallifa, Josep Navarro, Salvador Aulet i Joan Massana. Foren executats a la Ciutadella el 3 de juny de 1809. Quan els francesos abandonaren la ciutat el 28 de maig de 1814, els seus cossos van ser recuperats i es van enterrar en la Capella dels Màrtirs del claustre de la Catedral de Barcelona, monumentalitzada el 1909 amb escultures d'Enric Clarasó.
L'any 1927 a la ciutat de Barcelona se li dedicà el carrer que recorre les muralles romanes, que passà a anomenar-se carrer del Sotstinent Navarro.

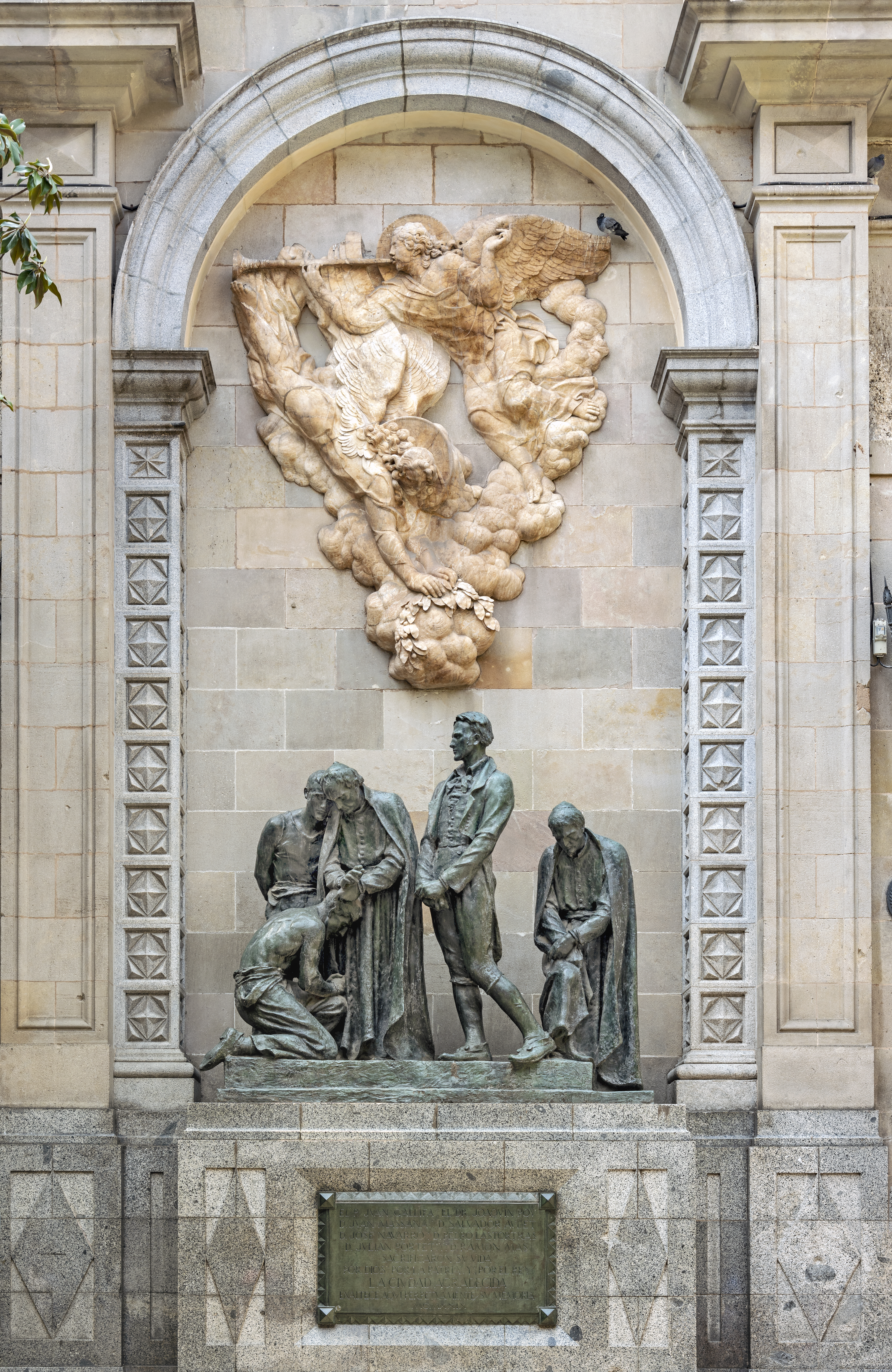
Monument als Herois de 1809

També el 1941 s'inaugurà el Monument als Herois del 1809 de Josep Llimona a la plaça Garriga i Bachs, a tocar de la Catedral, on Josep Navarro és una de les 5 persones representades.